# Echeveria elegans
Echeveria elegans (bola de neve mexicana, gema mexicana, rosa mexicana branca) é uma espécie de planta pertencente à família Crassulaceae, nativa dos habitats semi-desérticos do México.

## Descrição
Echeveria elegans é uma perene e suculenta que cresce 5–10 centímetros (2–4 pol) em altura por 50 centímetros (20 pol) em largura.

## Cultivo
Echeveria elegans é cultivada como uma planta ornamental para o plantio de jardins de pedra, ou como um vaso de plantas. Ela prospera em climas subtropicais, como o sul da Califórnia
Deve ser cultivada em um solo bem drenado. Quando cair uma folha, não a jogue fora! Propague-a através da estaquia das folhas e a coloque num vaso adubado numa sombra até que surjam raízes e gera uma nova suculenta.
Ganhou o prémio de mérito de jardim da Royal Horticultural Society.